# Emporion
En grec ancien, le mot emporion (ἐμπόριον) désigne un port de commerce, par opposition à l’astu (ἄστυ), la cité à proprement parler, située à l'intérieur des terres. 

## Étymologie
Le terme dérive du mot emporos, qui désigne un négociant au long cours. Il a donné naissance au nom du village d'Empurany et de la ville d'Empúries en Catalogne, comptoir fondé par les Phocéens de Massalia (Marseille) et Alalia (Aléria, Corse).

## Rôle et fonction
Un emporion dépend souvent d'une cité, comme c'est le cas du Pirée par rapport à Athènes. Le terme désigne également un comptoir maritime fondé dans une colonie ou en territoire étranger. Le terme est également employé pour désigner toute place de commerce d'une population non-grecque, comme Gênes, emporion des Ligures selon Strabon.
À l'époque archaïque en particulier, un port comme l' emporion d'Al Mina n'est pas nécessairement une cité ; c'est une installation permanente de Grecs réunis en communauté sur un site sans souveraineté politique, seulement à des fins commerciales. Le site pourra cependant évoluer et devenir une place essentielle du commerce, comme Naucratis.

## Les emporions de Massalia

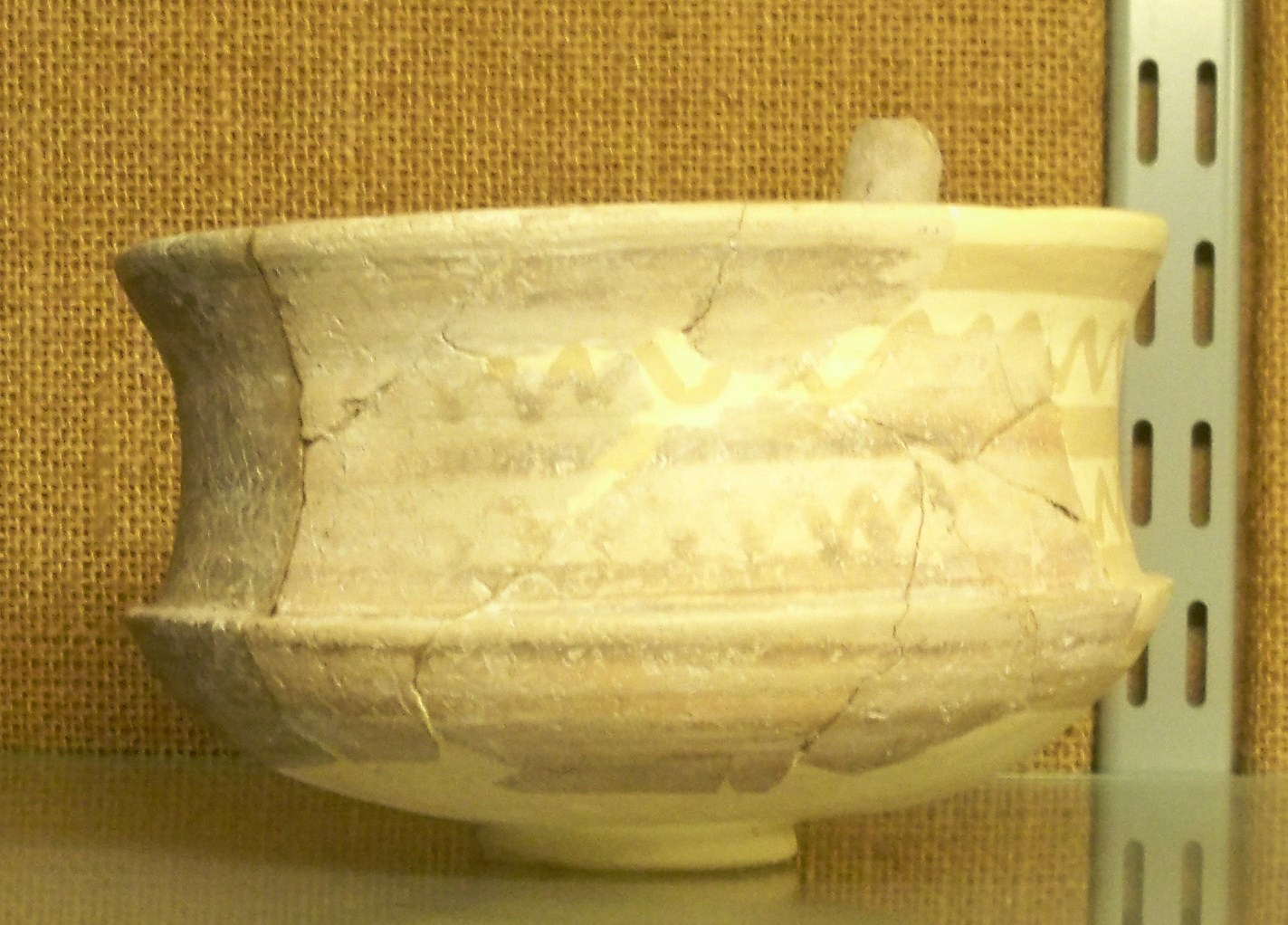
Petit cratère à vin originaire de l'oppidum Saint-Marcel du Pègue
(Céramique pseudo-ionienne)

La venue des Phocéens, en -598, et la fondation de Massalia, n'est pas du tout étrangère à l'idée de contrôler le débouché de la route de l'étain. Même si au passage la rapide création de comptoirs côtiers prouve que les Grecs s'intéressaient aussi à tout négoce, dont l'or et le sel. Ainsi, Agathée (Agde) est fondée à l'embouchure de l'Hérault, fleuve aurifère, et Olbia (Hyères) contrôlait des salins.
Ils privilégièrent surtout l'axe fluvial Rhône-Saône où l'archéologie a montré que leur négoce et leurs comptoirs remontaient fort loin. Vix, aux sources de la Seine, commerçait avec Massalia, le vase de Vix, le plus grand cratère de l'Antiquité, daté de -525, en est sans doute le témoignage. L'oppidum Saint-Marcel, situé près du Pègue et proche de Valaurie (Vallea Aurea), fut l'un des plus grands emporions des Massaliotes.     
La toponymie permet de retrouver d'autres emporions dans la vallée du Rhône dont Empurany, sur le Doux, avec Saint-Jean-de-Muzols, son port sur le Rhône, qui desservait les mines de Largentière ; Ampuis, proche de la confluence Rhône-Saône ; Amphion, sur les berges du lac Léman ; et dans la vallée de la Saône on trouve Ampilly-le-Sec et Ampilly-les-Bordes, aux portes de Vix.

## Les principaux emporions grecs
Dans la Grèce antique, les négociants installèrent des comptoirs en Égypte et ailleurs en Italie, en Afrique du Nord, en Espagne (Hemeroskopion dans la province d'Alicante et Empúries en Catalogne) , en Grande-Bretagne, mais aussi sur les côtes de la péninsule Arabique. Les plus connus sont Naucratis, Avaris et Assouan en Basse-Égypte, Thèbes en Haute-Égypte, Pithécusses en Italie, Eilat et Elim, chez les Hittites à Qadesh et Canaan, chez les Phéniciens, Gadès, Carthage et Leptis Magna en Afrique du Nord. Corcyre (l'actuelle Corfou) fut probablement un comptoir d'Érétrie à partir de 760 av. J.-C. environ, avant d'être prise par Corinthe qui en fit une véritable colonie en -733, l'île représentant une étape importante entre la cité-mère et Syracuse, sa colonie fondée en Sicile en -734, un an plus tôt.